# Йохан Казимир фон Изенбург-Бюдинген
Вижте пояснителната страница за други личности с името Йохан Казимир.
Йохан Казимир фон Изенбург-Бюдинген (на немски: Johann Kasimir zu Isenburg-Büdingen; * 10 юли 1660, Вехтерсбах, Хесен; † 23 септември 1693, Кюлемборг на река Лек, Нидерландия) е граф на Изенбург-Бюдинген в Изенбург (1673 – 1693).

## Произход и наследство
Той е син на Йохан Ернст фон Изенбург-Бюдинген (1625 – 1673) и съпругата му графиня Мария Шарлота фон Ербах-Ербах (1631 – 1693), дъщеря на граф Георг Албрехт I фон Ербах (1597 – 1647) и първата му съпруга графиня Магдалена фон Насау (1595 – 1633), дъщеря на граф Йохан VI фон Насау-Катценелнбоген-Диц. Брат е на Фердинанд Максимилиан I (1662 – 1703), граф на Изенбург-Бюдинген във Вехтерсбах, Георг Албрехт (1664 – 1724), граф на Изенбург-Бюдинген в Меерхолц, и Карл Август (1667 – 1725), граф на Изенбург-Бюдинген в Мариенборн (при Майнц).
През 1687 г. графството се разделя между Йохан Казимир и братята му на специалните (странични) линии „Изенбург-Бюдинген-Бюдинген“, „Изенбург-Бюдинген-Мариенборн“, „Изенбург-Бюдинген-Меерхолц“ и „Изенбург-Бюдинген-Вехтерсбах.“ Йохан Казимир получава Изенбург-Бюдинген в Изенбург.

## Фамилия
Йохан Казимир се жени на 12 април 1685 г. в Офенбах на Майн за графиня София Елизабет фон Изенбург-Бюдинген-Бирщайн (* 10 юли 1650, Офенбах; † 3 септември 1692, Тиргартен при Бюдинген), дъщеря на граф Йохан Лудиг фон Изенбург-Бюдинген-Офенбах и принцеса Луиза фон Насау-Диленбург, дъщеря на княз Лудвиг Хайнрих фон Насау-Диленбург и графиня Катарина фон Сайн-Витгенщайн. Те имат децата:
- Ернст Лудвиг (1684 – 1685)
- Йохан Ернст II (1693 – 1708)
- Филип Ернст (1686 – 1705)
- Ернст Казимир I фон Изенбург-Бюдинген-Бюдинген (1687 – 1749), женен на 8 август 1708 г. в Гедерн за графиня Христина Елеонора фон Щолберг-Гедерн (1692 – 1745)
- Ернестина Шарлота (1688 – 1688)
- Вилхелм Ернст (1689 – 1698)
- Ернестина Луиза (1690 – 1720)
- Албертина Ернестина (1692 – 1724), омъжена на 28 май 1713 г. в Бюдинген за граф Фердинанд Максимилиан II фон Изенбург-Вехтерсбах (1692 – 1755)